# Eubasilissa signata
Eubasilissa signata is een schietmot uit de familie Phryganeidae. De soort komt voor in het Palearctisch gebied.